# Bettainvillers
Bettainvillers est une commune française située dans le département de Meurthe-et-Moselle, en Lorraine, dans la région administrative Grand Est.

## Géographie
| Tucquegnieux |                |       |
|              | Bettainvillers | Avril |
|              | Val de Briey   |       |

### Hydrographie

#### Réseau hydrographique
La commune est dans le bassin versant du Rhin au sein du bassin Rhin-Meuse. Elle est drainée par le ruisseau de la Vallée et le ruisseau le Woigot,.
Le ruisseau de la Vallée, d'une longueur de 12 km, prend sa source dans la commune de Anderny et se jette  dans le Woigot à Val de Briey, après avoir traversé cinq communes. 
Le Woigot, d'une longueur de 21 km, prend sa source dans la commune de Mont-Bonvillers et se jette  dans l'Orne à Auboué, après avoir traversé sept communes. 

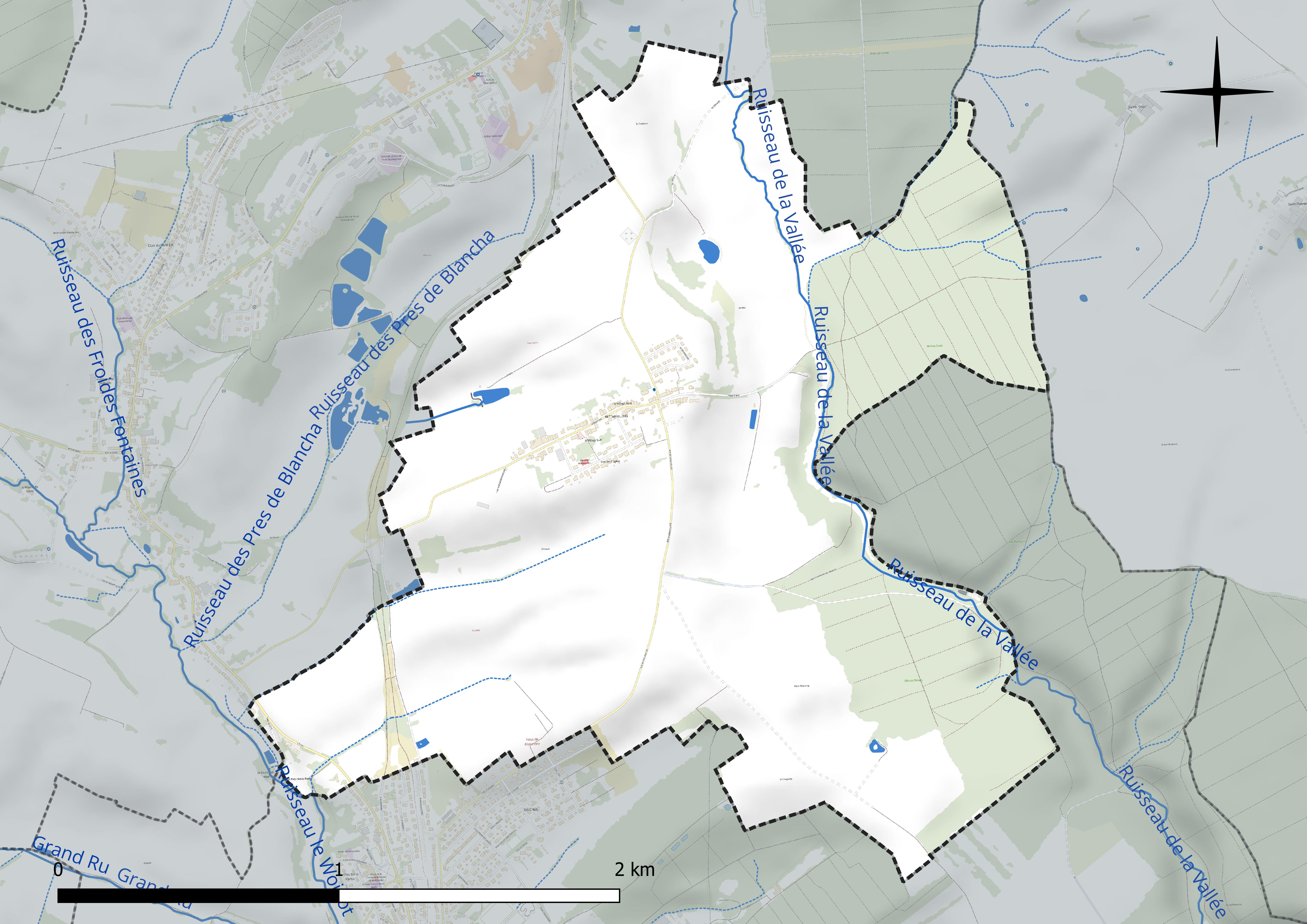
Réseau hydrographique de Bettainvillers.

#### Gestion et qualité des eaux
Le territoire communal est couvert par le schéma d'aménagement et de gestion des eaux (SAGE) « Bassin ferrifère ». Ce document de planification concerne le périmètre des anciennes galeries des mines de fer, des aquifères et des bassins versants hydrographiques associés qui s’étend sur 2 418 km2. Les bassins versants concernés sont celui de la Chiers en amont de la confluence avec l'Othain, et ses affluents (la Crusnes, la Pienne, l'Othain), celui de l'Orne et ses affluents et celui de la Fensch, le Veymerange, la Kiesel et les parties françaises du bassin versant de l'Alzette et de ses affluents (Kaylbach, ruisseau de Volmerange). Il a été approuvé le 27 mars 2015. La structure porteuse de l'élaboration et de la mise en œuvre est la région Grand Est. 
La qualité des cours d’eau peut être consultée sur un site dédié géré par les agences de l’eau et l’Agence française pour la biodiversité. 

### Climat
Pour des articles plus généraux, voir Climat du Grand Est et Climat de Meurthe-et-Moselle.
En 2010, le climat de la commune est de type climat des marges montargnardes, selon une étude du Centre national de la recherche scientifique s'appuyant sur une série de données couvrant la période 1971-2000. En 2020, Météo-France publie une typologie des climats de la France métropolitaine dans laquelle la commune est exposée à un climat semi-continental et est dans la région climatique  Lorraine, plateau de Langres, Morvan, caractérisée par un hiver rude (1,5 °C), des vents modérés et des brouillards fréquents en automne et hiver. 
Pour la période 1971-2000, la température annuelle moyenne est de 9,5 °C, avec une amplitude thermique annuelle de 16,4 °C. Le cumul annuel moyen de précipitations est de 842 mm, avec 12,8 jours de précipitations en janvier et 9,2 jours en juillet. Pour la période 1991-2020, la température moyenne annuelle observée sur la station météorologique de Météo-France la plus proche, « Doncourt-lès-Conflans », sur la commune de Doncourt-lès-Conflans à 18 km à vol d'oiseau, est de 10,7 °C et le cumul annuel moyen de précipitations est de 710,3 mm. 
La température maximale relevée sur cette station est de 40,9 °C, atteinte le 25 juillet 2019 ; la température minimale est de −16,5 °C, atteinte le 26 décembre 2010,,. 
Les paramètres climatiques de la commune ont été estimés pour le milieu du siècle (2041-2070) selon différents scénarios d'émission de gaz à effet de serre à partir des nouvelles projections climatiques de référence DRIAS-2020. Ils sont consultables sur un site dédié publié par Météo-France en novembre 2022.

## Urbanisme

### Typologie
Au 1er janvier 2024, Bettainvillers est catégorisée commune rurale à habitat dispersé, selon la nouvelle grille communale de densité à sept niveaux définie par l'Insee en 2022.
Elle est située hors unité urbaine. Par ailleurs la commune fait partie de l'aire d'attraction de Luxembourg (partie française), dont elle est une commune de la couronne,. Cette aire, qui regroupe 115 communes, est catégorisée dans les aires de 700 000 habitants ou plus (hors Paris),.

### Occupation des sols
L'occupation des sols de la commune, telle qu'elle ressort de la base de données européenne d’occupation biophysique des sols Corine Land Cover (CLC), est marquée par l'importance des territoires agricoles (75,1 % en 2018), en diminution par rapport à 1990 (75,9 %). La répartition détaillée en 2018 est la suivante : terres arables (74 %), forêts (23,6 %), zones urbanisées (1,3 %), prairies (1,1 %). L'évolution de l’occupation des sols de la commune et de ses infrastructures peut être observée sur les différentes représentations cartographiques du territoire : la carte de Cassini (XVIIIe siècle), la carte d'état-major (1820-1866) et les cartes ou photos aériennes de l'IGN pour la période actuelle (1950 à aujourd'hui).

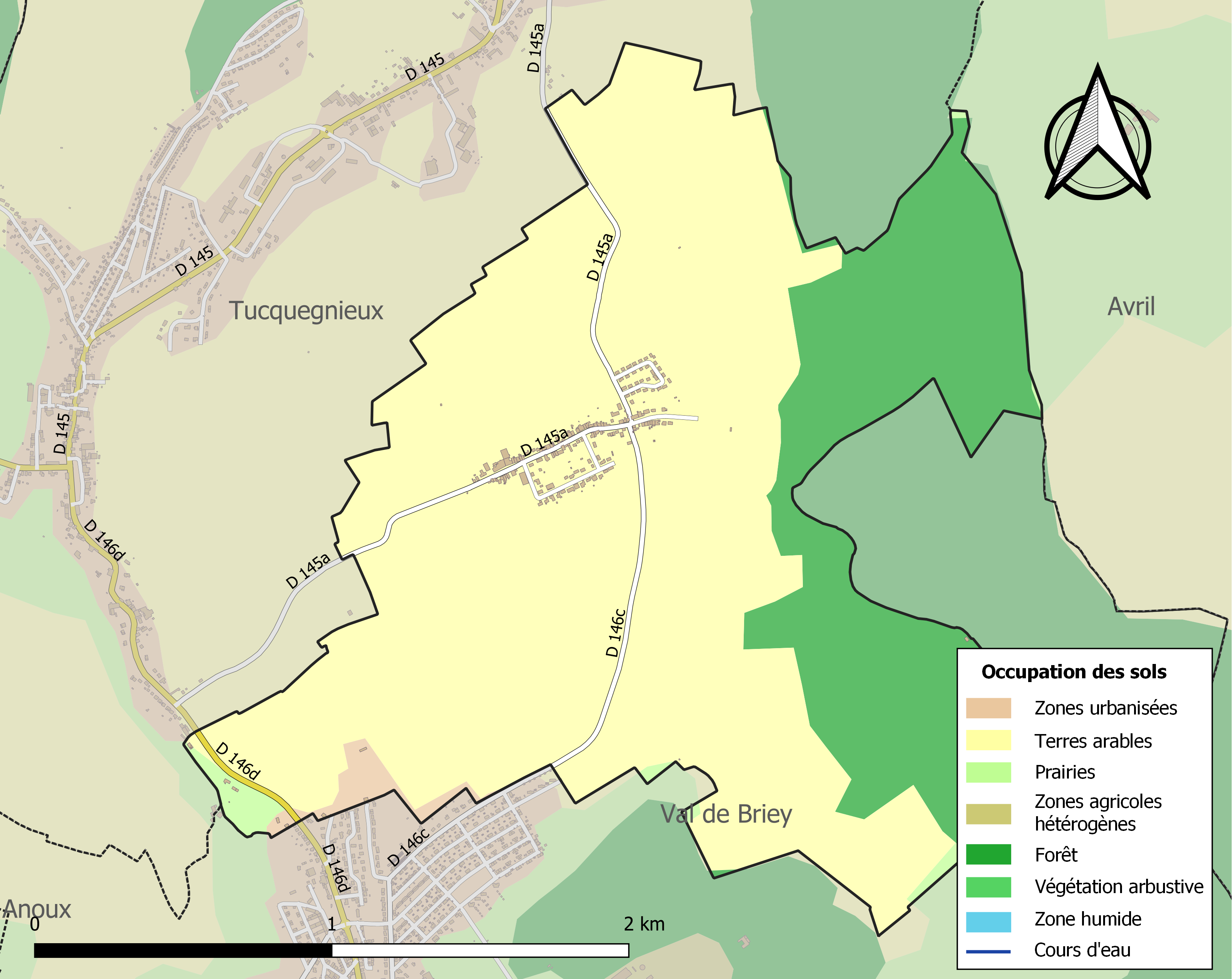
Carte des infrastructures et de l'occupation des sols de la commune en 2018 (CLC).

## Toponymie
- Bitainvilleirs (1321), Bethenvelle (XVème s.), Betinviller (1471), Bettelewiller et Bettowiller (1544), Betainvillers (1606) [18].

## Histoire
La famille de Bettainvillers portait pour armes « de gueule, à une bande d'argent, côtoyée de trois roses de même en chef ».
Erairs de Bitainviliers, chevalier, vivait en avril 1277.
Gérard de Bettainvillers fut élu 26e abbé de Saint-Pierremont en 1452.
En 1545, Didier de Vigneulles, écuyer, était seigneur de Bettainvillers.
Au XVIe siècle vivait Gérard-Vatrin de Bettainvillers, seigneur dudit lieu, marié en 1547 à Marguerite de Thomassin de Montaléon,. Il fut inhumé dans la chapelle de l'église paroissiale qu'il fit ériger au début du XVIe siècle.
Il ne faut pas confondre cette première famille des seigneurs de Bettainvillers avec la famille Pierron de Bettainvillers, beaucoup plus connue, maîtres de forges, qui s’allia à l'ancienne famille de Bettainvillers, devint seigneur de Bettainvillers en 1595 et fut un exemple de réussite économique et sociale dans la première sidérurgie lorraine.
Jean Pierron, anobli en 1573, épousa Marguerite de Thomassin, veuve de Gérard-Vatrin de Bettainvillers, seigneur dudit lieu. En 1595, leur fils Louis Pierron était titulaire de la seigneurie foncière de Bettainvillers. Il quitta le nom de Pierron et prit celui de Bettainvillers dont il devint seigneur en partie par l'acquisition qu’il en fit de Claude de Vigneulles le 27 novembre 1597. La famille Pierron de Bettainvillers fut seigneur de Bettainvillers, Moyeuvre, Clouange, Rombas, Sainte-Marie-aux-Chênes,  Mansberg, etc..
En 1817, Bettainvillers était un village de l'ancienne province du Barrois. À cette époque, il y avait 251 habitants répartis dans 49 maisons.

## Politique et administration
| Période                                  | Période   | Identité        | Étiquette | Qualité                                                   |
| ---------------------------------------- | --------- | --------------- | --------- | --------------------------------------------------------- |
| Les données manquantes sont à compléter. |           |                 |           |                                                           |
| mars 2001                                | mars 2012 | André Belissont |           |                                                           |
| avril 2012                               | En cours  | Éric Colin      |           |                                                           |
| mars 2014                                | mai 2020  | Eric Colin      |           | Sans profession déclarée                                  |
| mai 2020                                 | En cours  | Hervé Lherbeil, |           | Employé civil ou agent de service de la fonction publique |

## Population et société

### Démographie
L'évolution du nombre d'habitants est connue à travers les recensements de la population effectués dans la commune depuis 1793. Pour les communes de moins de 10 000 habitants, une enquête de recensement portant sur toute la population est réalisée tous les cinq ans, les populations de référence des années intermédiaires étant quant à elles estimées par interpolation ou extrapolation. Pour la commune, le premier recensement exhaustif entrant dans le cadre du nouveau dispositif a été réalisé en 2007.

En 2022, la commune comptait 386 habitants, en évolution de +3,21 % par rapport à 2016 (Meurthe-et-Moselle : −0,13 %, France hors Mayotte : +2,11 %).
| 1793 | 1800 | 1806 | 1821 | 1836 | 1841 | 1861 | 1866 | 1872 |
| ---- | ---- | ---- | ---- | ---- | ---- | ---- | ---- | ---- |
| 276  | 243  | 249  | 238  | 277  | 261  | 255  | 246  | 233  |

| 1876 | 1881 | 1886 | 1891 | 1896 | 1901 | 1906 | 1911 | 1921 |
| ---- | ---- | ---- | ---- | ---- | ---- | ---- | ---- | ---- |
| 251  | 238  | 253  | 217  | 197  | 262  | 305  | 362  | 241  |

| 1926 | 1931 | 1936 | 1946 | 1954 | 1962 | 1968 | 1975 | 1982 |
| ---- | ---- | ---- | ---- | ---- | ---- | ---- | ---- | ---- |
| 278  | 276  | 254  | 221  | 249  | 220  | 209  | 184  | 187  |

| 1990 | 1999 | 2006 | 2007 | 2012 | 2017 | 2022 | - | - |
| ---- | ---- | ---- | ---- | ---- | ---- | ---- | - | - |
| 156  | 155  | 194  | 199  | 309  | 391  | 386  | - | - |

## Culture locale et patrimoine

### Lieux et monuments
- Église paroissiale Saint-Maurice construite en 1763, date portée par le linteau de la porte d'entrée ; statues de pierre de sainte Barbe (vers 1530), saint Jean Baptiste et saint Antoine (XVIe siècle).
- Croix de chemin du XIXe siècle (?), dont il ne subsiste que des vestiges rassemblés vers 1990 le long du mur du cimetière.

### Personnalités liées à la commune
- Famille Pierron de Bettainvillers, maitres de forges à Moyeuvre[33].

### Héraldique
| Blason de Bettainvillers | Blason  | De gueules à la bande d'argent accompagnée en chef d'une rose de même. |
| Blason de Bettainvillers | Détails | Le statut officiel du blason reste à déterminer.                       |